# Буфана (Месина)
Буфана је насеље у Италији у округу Месина, региону Сицилија.
Према процени из 2011. у насељу је живело 83 становника. Насеље се налази на надморској висини од 632 м.